# Comité régional du tourisme
Pour les articles homonymes, voir CRT.
Un comité régional du tourisme (CRT) est, en France, un organisme institutionnel ayant pour missions l'observation, l'organisation du tourisme et la promotion de sa région au niveau national et à l'étranger.

## Histoire
Les CRT sont institués en 1942, puis remodelés par la loi du 3 janvier 1987 relative à l'organisation régionale du tourisme. Il existe 18 CRT, dont 4 dans les départements d'outre-mer.

### Particularité régionale et évolution
Île-de-France
Le Comité régional de Tourisme (CRT) d'Île-de-France assure la mise en œuvre de la politique touristique de la région et joue un rôle de conseil auprès de la Région, en matière d'équipements touristiques. Il coordonne les activités des organismes de loisirs et met en place des actions de promotion de la région Paris Île-de-France, en France comme à l'étranger. Il est depuis juillet 2023 un service de Choose Paris Region, l'agence d'attractivité du Conseil régional d'Île-de-France.
Poitou-Charentes
Pour la première fois dans l'histoire des CRT, le 7 juin 2013, Ségolène Royal, présidente du Conseil Régional de Poitou-Charentes, prend la décision de dissoudre le CRT Poitou-Charentes, malgré l'avis de son Président régional, qui est aussi Conseiller régional de sa majorité. Cette décision intervient quelques jours avant une assemblée générale ordinaire du CRT et serait motivée par l'extension du Service Communication de la Région.
Rhône-Alpes
Créé en 1993 et dissous en 2017 le comité régional du tourisme (CRT) Rhône-Alpes avait pour objectif principal la promotion du tourisme en Région Rhône-Alpes avant sa fusion avec la Région Auvergne. Il avait un rôle d'observateur de l'économie touristique en Rhône-Alpes mais aussi un rôle d'acteur, en mettant en place des actions de promotion générale sur les marchés français et étrangers, renforçant ainsi l’image de la région Rhône-Alpes en tant que destination touristique. 

## Missions
Ces comités mettent à la disposition des touristes français et étrangers toutes informations et renseignements touristiques relatifs à leur territoire sous forme de brochures, magazines, sites web et bureaux d'informations pour certains.
D'autres missions sont développées à des niveaux divers, comme l'observation économique du secteur d'activité touristique, le schéma régional touristique et l'organisation des professionnels, des filières et métiers du tourisme.

## Statut et financement
La plupart des CRT ont le statut d'association loi de 1901. Par exemple, le « Comité régional du tourisme d'Île-de-France CRT » est une association loi de 1901 dont les statuts ont été déposés le 1er septembre 2008 à la préfecture de police de Paris.
Ils sont financés en grande partie par les Régions.